# Akbou (distrito)
Akbou é um distrito localizado na província de Bugia, Argélia, e cuja capital é a cidade de mesmo nome, Akbou. Segundo o censo de 2008, a população total do distrito era de 78 454 habitantes.[carece de fontes?]

## Municípios
O distrito está dividido em quatro comunas:
- Akbou
- Chellata
- Ighram
- Tamokra